# Adimaro Sala
Adimaro Sala (... – 2011) è stato un regista, sceneggiatore e montatore italiano.

## Biografia
Adimaro Sala entra nel mondo del cinema nei primi anni cinquanta del XX secolo. Inizia come truccatore in film come Divisione Folgore di Duilio Coletti e La risaia di Raffaello Matarazzo. Successivamente diventa produttore e nel 1965, con il film Il mito diventa regista. La sua pellicola d'esordio, a causa dei molti nudi di Lydia Alfonsi, deve affrontare la censura italiana e viene ampiamente tagliata. Continua la sua attività di sceneggiatore e regista sino ai primi anni settanta per poi scomparire dal mondo del cinema. Ricompare come scrittore, nel 2006, pubblicando per Herald Editore il suo primo libro intitolato Eddie l'allegro e seguito, l'anno seguente, da Merluzzi e baccalà hanno occhi differenti.

## Filmografia

### Truccatore
- Divisione Folgore, regia di Duilio Coletti (1954)
- La risaia, regia di Raffaello Matarazzo (1956)

### Produzione e organizzazione generale
- Donne, amore e matrimoni, regia di Roberto Bianchi Montero (1956)

### Produzione
- Anche l'inferno trema, regia di Piero Regnoli (1958)

### Organizzazione generale
- Capitani di ventura, regia di Angelo Dorigo (1961)
- Il re Manfredi, regia di Piero Regnoli (1962)

### Soggetto, sceneggiatura e regia
- La violenza e l'amore (1965)
- È stato bello amarti (1968)
- Tempo d'immagini (1970)

### Soggetto, sceneggiatura, regia e montaggio
- La pelle a scacchi (Il distacco) (1969)

### Sceneggiatura e regia
- La notte dell'ultimo giorno (1973)

## Libri
- Eddie l'allegro, Herald Editore, Roma 2006
- Merluzzi e baccalà hanno occhi differenti, Herald Editore, Roma 2007